# はままさのり
はま まさのり（1963年8月7日 - ）は、日本の小説家、アニメ脚本家、漫画原作者。本名は下河内久登。福岡県出身。

## 主な作品

### 小説
- 青の騎士ベルゼルガ物語　（朝日ソノラマ）
  - 青の騎士ベルゼルガ物語（全2巻）
  - 青の騎士ベルゼルガ物語『K′』
  - 青の騎士ベルゼルガ物語 絶叫の騎士
- 兇兵器ヴァン・ヴィール　（朝日ソノラマ）
  - 追撃の閃光（アーク）
- マージナル・マスターズ　（徳間書店）
- 緋王彷徨伝　（大陸書房）
  - 激震の波涛
- 狩猟機1092（朝日ソノラマ『獅子王』連載。『聖刻1092』の原型。）

### 脚本
- 装甲騎兵ボトムズ ビッグバトル
- 超時空騎団サザンクロス　（下河内久登名義）

### 漫画原作
- 死鬼導凱歌　（講談社　作画：矢萩貴子）